# Reinhard Neder
Reinhard Neder (* 22. November 1959 in Münster, Deutschland) ist ein deutscher Kristallograph und Professor für Kristallographie und Strukturphysik an der Friedrich-Alexander-Universität Erlangen-Nürnberg.

## Werdegang
Unterstützt von der Begabtenförderung der Konrad-Adenauer-Stiftung studierte Reinhard Neder Mineralogie an der Westfälischen Wilhelms-Universität in Münster. Nach dem Vordiplom wechselte er auf die Arizona State University, Tempe, Arizona, USA, an der er 1985 seinen Master of Science in Geology erhielt. Unter Anleitung von Friedrich Frey arbeitete er anschließend bis 1989 an seiner Doktorarbeit mit dem Thema „Bestimmung der Defektstruktur des kubisch stabilisierten Zirkonia (Zr0,85Ca0,15O1,85) bei 290 K und 1550 K mittels integraler und rein elastischer Neutronenbeugung“ an der Ludwig-Maximilians-Universität in München am Forschungsreaktor FRM I. Der Doktorarbeit folgte eine Assistentenzeit an der Ludwig-Maximilians-Universität München in der Arbeitsgruppe von Heinz Hermann Schulz, in deren Rahmen er 1996 seine Habilitationsschrift verfasste. In diesem Zeitraum wurden von ihm erstmals die Anfänge der inzwischen umfassenden Programm-Suite DISCUS publiziert. Es folgte 1997 die Berufung als Professor für Kristallstrukturlehre am Lehrstuhl für Mineralogie und Kristallstrukturlehre der Julius-Maximilians-Universität Würzburg. Im Jahr 2008 wechselte er an die Friedrich-Alexander-Universität Erlangen-Nürnberg an den Lehrstuhl für Kristallographie und Strukturphysik, an dem er bis heute als Professor für die Physik der kondensierten Materie tätig ist.
Reinhard Neder ist verheiratet und Vater von zwei Kindern.

## Werk
Reinhard Neder beschäftigt sich mit der Strukturaufklärung von ungeordneten Materialien und Mikrokristallen durch Röntgen- und Neutronenbeugung. Zu diesem Zweck hat er unter anderem in Kooperation mit Thomas Proffen das Simulationssoftware-Paket DISCUS SUITE geschaffen, welches ursprünglich für die Analyse von Defektstrukturen und deren diffuser Streuung entwickelt wurde.
Die DISCUS (Diffuse SCattering Und Structure Simulation) Programm-Suite vereinigt die ehemals alleinstehenden Programme DISCUS, DIFFEV, KUPLOT und ist ein kommandozeilen-basiertes, interaktives Programm zur Modellierung von fehlgeordneten Kristallstrukturen. Inzwischen ermöglicht der Funktionsumfang des Programmes die Berechnung von Diffraktogrammen sowie Paarverteilungsfunktionen und erlaubt die vielfältige Modellierung von Defektstrukturen unter Verwendung von verschiedensten Simulations- und Fitalgorithmen (z. B. Reverse Monte Carlo).
DISCUS eignet sich nicht nur als Werkzeug für Forschung und Wissenschaft, sondern ist eine lizenzfreie Plattform zur Lehre über die Physik der Streuung von Teilchen und elektromagnetischer Strahlung.

## Auszeichnungen
- 1989: Promotionspreis der Fördergesellschaft der Ludwig-Maximilians-Universität München.
- 2015: Will-Kleber-Gedenkmünze der Deutschen Gesellschaft für Kristallographie (DGK) als Auszeichnung für seine herausragenden wissenschaftlichen Leistungen auf dem Gebiet fehlgeordneter Strukturen und sein engagiertes Wirken in der kristallographischen Lehre.

## Veröffentlichungen
- Thomas Proffen: Diffuse scattering and defect structure simulations. A cook book using the program DISCUS. Oxford University Press, Oxford 2008, ISBN 978-0-19-923369-4.
- Th. Proffen, R. B. Neder: DISCUS. A program for diffuse scattering and defect-structure simulation. In: Journal of Applied Crystallography. Band 30, Nr. 2, 1. April 1997, ISSN 0021-8898, S. 171–175, doi:10.1107/S002188989600934X (iucr.org [abgerufen am 1. November 2019]).